# Emily Lennox
Lady Emily Mary Lennox (1731. október 6. - 1814. március 27.) Charles Lennox (Richmond 2. hercege) és Sarah Cadogan negyedik leánya. Apai ágon törvénytelen leszármazottja II. Károly angol királynak, aki a dédapja volt.
Szülei 1719. december 4-én házasodtak össze, Hollandiában. Állítólag a frigy egy kölcsönösen előnyös üzleti megállapodás eredménye volt,[forrás?] ugyanis Charles édesapja, Richmond 1. hercege hatalmas kártyaadósságot halmozott fel, hitelezői pedig már folyamatosan zaklatták emiatt, így a férfi kénytelen volt William Cadogan-hez (Cadogan 1. grófja) fordulni anyagi segítségért. A gróf a herceg rendelkezésére bocsátotta a szükséges összeget, ám Richmond 18 éves fiának cserébe feleségül kellett vennie Cadogan leányát, aki akkor mindössze 14 éves volt. Az öreg Richmond pénzhez, Cadogan pedig ranghoz jutott leánya számára. Az érdekházasságnak indult kapcsolat azonban az évek folyamán egy igaz szerelemmé változott át, s boldog időket töltöttek együtt ezután.

## Testvérei
- Georgiana Caroline Lennox (1723. március 27 - 1774. július 24.)
- Charles Lennox (1724. szeptember 3 - 1724 vége)
- Louisa Margaret Lennox (1725. november 15 - 1728 májusa)
- Anne Lennox (1726. május 27 - 1727)
- Charles Lennox (1730. szeptember 9 - 1730 novembere)
- Charles Lennox (1735. február 22 - 1806. december 29.), Richmond 3. hercege, megnősült, ám gyermektelenül halt meg, így hercegi címe öccse, George fiára, Charles-ra szállt át
- George Henry Lennox (1737. november 29 - 1805. március 25.), 1759-ben nőül vette Louisa Kerr-t, aki négy örököst szült neki, Maria Louisa-t, Emily Charlotte-ot, Charles-t és Georgiana-t
- Margaret Lennox (1739. november 16 - 1741. január 10.)
- Louisa Augusta Lennox (1743. november 24 - 1821 augusztusa)
- Sarah Lennox (1745. február 14 - 1826 augusztusa)
- Cecilia Lennox (1750. február 28 - 1769. november 21.)

## Első és második házassága, gyermekei
Első férje James FitzGerald (1722–1773), Kildare 20. grófja, Kildare 1. márkija ( 1761), Leinster 1. hercege ( 1766) volt 1747. február 7-én. A frigyből 18 gyermek jött világra (8 fiú és 10 lány).
- George FitzGerald, Offaly grófja (1748. január 15 - 1765. szeptember 26.)
- William Robert FitzGerald, Leinster 2. hercege (1749. március 12 - 1804. október 20.), 1775. november 7-én nőül vette Emilia Olivia Usher St George-ot, aki 9 gyermekkel ajándékozta meg férjét (Mary Rebecca, Emily Elizabeth, George, Cecilia Olivia Geraldine, Olivia Letitia Catherine, Augustus Frederick, William Charles, Isabella Charlotte és Elizabeth). Emilia 1798. június 23-án halt meg. William többé nem nősült meg újra.
- Caroline FitzGerald (1750-1754)
- Emily Mary FitzGerald (1752-1818), Charles Coote felesége, akinek öt gyermeket szült, egy fiút és négy leányt
- Henrietta FitzGerald (1753-1763)
- Caroline FitzGerald (született és meghalt 1755-ben)
- Charles James FitzGerald, Lecale 1. bárója (1756. június 30 - 1810. február 18.), kétszer nősült, egyik felesége sem szült neki gyermeket, ám szeretőitől két gyermeke is született, Henry FitzGerald és Anna Maria FitzGerald.
- Charlotte Mary Gertrude FitzGerald (1758. május 29 - 1836. szeptember 13.), 1789. február 23-tól Joseph Strutt felesége
- Louisa Bridget FitzGerald (1760-1765)
- Henry FitzGerald (1761. július 30 - 1829. július 9.), Charlotte Boyle Walsingham férje 1791. augusztus 3-tól, a házasságból 12 gyermek született, Henry William, Arthur John, William, Edmund Emilius, John Frederick, Augustus, Henrietta Mabel, Olivia Cecilia, Charlotte, Geraldine, Cecilia és Jane
- Sophia Sarah Mary FitzGerald (1762 - 1845. március 21.)
- Edward FitzGerald (1763. október 15 - 1798. június 4.), 1792. december 27-én nőül vette Stephanie Caroline Anne Syms-t, más néven Pamelát, aki három gyermekkel ajándékozta meg férjét, Edward-dal, Pamela-val és Lucy Louisa-val
- Robert Stephen FitzGerald (1765 - 1833. január 2.), Sophia Charlotte Fielding férje
- Gerald FitzGerald (1766-1788)
- Augustus FitzGerald (1767-1771)
- Fanny FitzGerald (1770-1775)
- Lucy Anne FitzGerald (1771-1851), 1802. július 31-én lett Thomas Foley hitvese, ám gyermekük nem született
- Louisa FitzGerald (1772-1776)

Második férje gyermekei házi tanítója, William Ogilvie lett 1773-ban, közvetlenül első férje halála után. 
Négy gyermekük született: 
- George Simon Ogilvie (1773-1783)
- Cecilia Margaret Ogilvie (élt: 1775-1824, 1795. július 12-től Charles Lock felesége, akinek három leányt szült, Emily Frederica-t, Georgina Cecilia-t és Lucy Frances-t)
- Charlotte Ogilvie (született és meghalt 1777-ben)
- Emily Charlotte Ogilvie (élt: 1778-1832, Charles George Beauclerk felesége)

Emily Lennox FitzGerald Ogilvie 1814. március 27-én, 82 éves korában hunyt el.